# Stare Goa

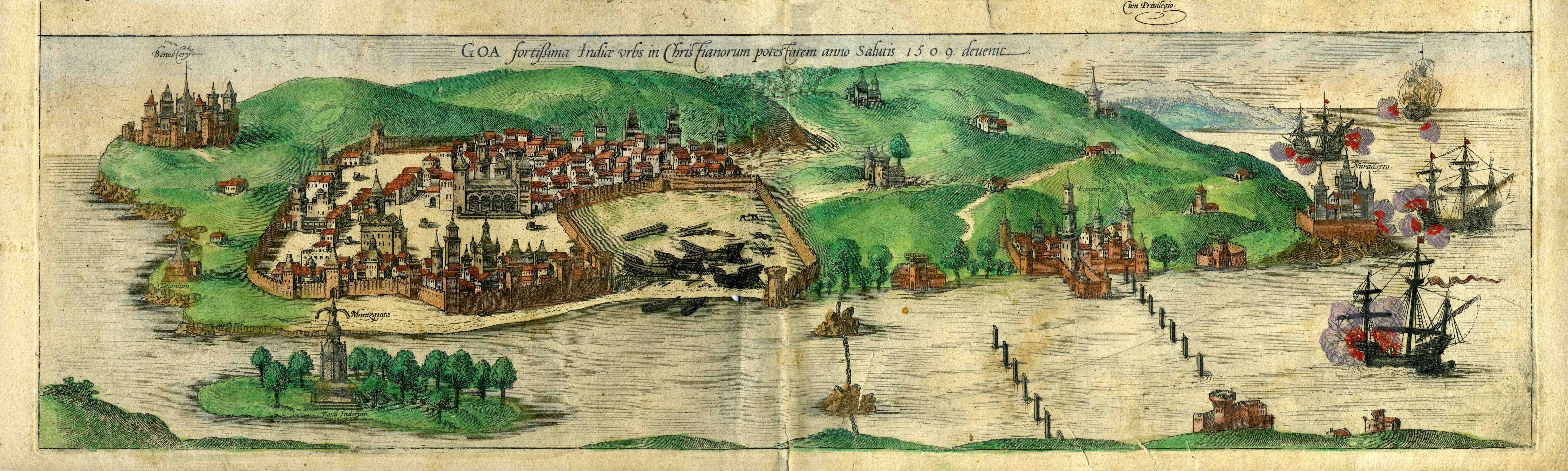
Stare Goa na mapie z 1600 r. (l'Atlas de Braun et Hogenberg)

Stare Goa (ang. Old Goa, Velha Goa, Vela Goa; konkani पोरणों गोंय – trb. Poranon Gonja; hindi ओल्ड गोवा – trb. Old Gowa, पुराणा गोवा – trb. Purana Gowa) – obecnie ok. 5 tys. miejscowość, dawniej ponad 200 tys. miasto, w Indiach w stanie Goa, ok. 10 km na wschód od stolicy stanu Panaji. Miejscowość, wpisana na listę światowego dziedzictwa UNESCO, słynie z zespołu obiektów sakralnych. 
Miejscowość założona została w XV wieku na brzegu rzeki Mandowi, w czasie gdy tereny te zdobył Sułtanat Bijapuru. W wyniku walk, dotychczasowy ważny port Govapuri (obecnie miasto Goa Velha) został zniszczony. Ponieważ w tym samym czasie port uległ zamuleniu, nowi władcy postanowili przenieść miasto i wybudować nowy port ok. 7 km na północ od dotychczasowego. Miasto, noszące wówczas nazwę Ela, w 1489 roku stało się drugą stolicą sułtanatu.
W 1510 roku Portugalczycy pod dowództwem Afonso de Albuquerque zdobyli miasto, czyniąc je, pod nazwą Goa, stolicą nowej kolonii Estado da Índia i siedzibą wicekróla. Stało się ono szybko jednym z głównych miast Indii, licząc przed epidemią z 1543 roku ok. 200 000 mieszkańców. Epidemie malarii i cholery w XVII wieku doprowadziły do znacznego wyludnienia miasta, tak że w 1775 liczyło tylko 1500 mieszkańców. W 1759 roku przeniesiono siedzibę wicekróla do leżącego ok. 10 km na zachód Pangim (obecnie Panaji), które stało się de facto stolicą Indii Portugalskich (de iure stolicę przeniesiono do Pangim dopiero w 1843 roku zmieniając wtedy nazwę miasta na Nova Goa, zaś w 1947 r. na Cidade de Goa).
Miasto znajdowało się pod portugalskim panowaniem do 1961 roku, kiedy to Indie zbrojnie przejęły panowanie nad Goa, Damanem i Diu. Po 1961 roku zmieniono jego nazwę z Goa na obecną.
Obecnie miejscowość stanowi panczajat Se-Old-Goa liczący, według danych na 2001 rok, 4886 mieszkańców. Przez wschodnią część miejscowości przebiega otwarta w 1998 roku Konkan Railway (ok. 1 km od miejscowości znajduje się stacja Karmali). 